# Таинственная страсть
«Таинственная страсть» — российский драматический телесериал режиссёра Влада Фурмана, снятый по произведению Василия Аксёнова «Таинственная страсть. Роман о шестидесятниках».
Премьера многосерийного фильма состоялась с 31 октября по 9 ноября 2016 года на «Первом канале».

## Сюжет
Экранизация последнего романа писателя и диссидента Василия Аксёнова, в котором под вымышленными именами представлены самые яркие люди эпохи шестидесятников — Роберт Рождественский, Евгений Евтушенко, Андрей Вознесенский, Булат Окуджава, Белла Ахмадулина, Владимир Высоцкий, Эрнст Неизвестный, сам Аксёнов.

## В ролях
| Актёр                   | Роль                                                                  | Прототип                                                     |
| ----------------------- | --------------------------------------------------------------------- | ------------------------------------------------------------ |
| Алексей Морозов         | Ваксон                                                                | Василий Аксёнов                                              |
| Филипп Янковский        | Ян Тушинский                                                          | Евгений Евтушенко                                            |
| Чулпан Хаматова         | Нэлла Аххо                                                            | Белла Ахмадулина                                             |
| Александр Ильин мл.     | Роберт Эр                                                             | Роберт Рождественский                                        |
| Евгений Павлов          | Антон Андреотис                                                       | Андрей Вознесенский                                          |
| Алексей Агопьян         | Кукуш Октава                                                          | Булат Окуджава                                               |
| Артур Бесчастный        | Яков Процкий                                                          | Иосиф Бродский                                               |
| Олег Штефанко           | Марк Аврелов                                                          | Юрий Нагибин                                                 |
| Юлия Хлынина            | Мирра Репина                                                          | Кира Аксёнова                                                |
| Сергей Безруков         | Влад Вертикалов                                                       | Владимир Высоцкий                                            |
| Юлия Пересильд          | Ралисса Кочевая                                                       | Майя Кармен                                                  |
| Софья Заика             | Мари Эжен                                                             | Марина Влади                                                 |
| Елена Руфанова          | Бандерра Бригадска                                                    | Ванда Василевская                                            |
| Дарья Макарова          | Анна, жена Роберта Эра                                                |                                                              |
| Алексей Барабаш         | Круглов, сотрудник КГБ СССР                                           |                                                              |
| Леонид Кулагин          | Василий Аксёнов в пожилом возрасте                                    | Василий Аксёнов в пожилом возрасте                           |
| Влад Фурман             | Семён Михайлович Кочевой                                              | Роман Кармен                                                 |
| Георгий Тараторкин      | Георгий Иванович Репин, отец Мирры, физик                             |                                                              |
| Карина Андоленко        | Татьяна Берёзкина                                                     | Галина Сокол-Луконина                                        |
| Мариэтта Цигаль-Полищук | Софка                                                                 | Зоя Богуславская                                             |
| Дмитрий Брусникин       | Берёзкин, писатель                                                    | Михаил Луконин                                               |
| Сергей Бурунов          | Вова, переводчик                                                      | Виктор Суходрев                                              |
| Ирина Гринёва           | Катя Человекова                                                       | Татьяна Лаврова                                              |
| Владимир Юматов         | Фёдор Фёдорович Килькичёв                                             | Леонид Ильичёв                                               |
| Сергей Варчук           | Борис Леонидович Пастернак                                            | Борис Леонидович Пастернак                                   |
| Любовь Матюшина         | Зинаида Пастернак                                                     | Зинаида Пастернак                                            |
| Галина Волчек           | режиссёр                                                              | Галина Волчек                                                |
| Кирилл Козаков          | исполнитель роли Петра Адуева в спектакле «Обыкновенная история»      | Михаил Козаков                                               |
| Антон Табаков           | исполнитель роли Александра Адуева в спектакле «Обыкновенная история» | Олег Табаков                                                 |
| Валентин Смирнитский    | Борис Николаевич, главный редактор журнала «Юность»                   | Борис Полевой                                                |
| Никита Салопин          | Большов                                                               | Александр Солженицын                                         |
| Александр Большаков     | Генри Известнов                                                       | Эрнст Неизвестный                                            |
| Петар Зекавица          | Доминик Трда, чехословацкий журналист                                 |                                                              |
| Полина Воробьёва        | Мила Колокольцева                                                     |                                                              |
| Алексей Колган          | Юрий Юрченко                                                          | Юрий Верченко, секретарь Союза писателей СССР по оргвопросам |
| Людмила Степченкова     | Муромцева                                                             | Екатерина Фурцева                                            |
| Сергей Лосев            | Никита Сергеевич Хрущёв                                               | Никита Сергеевич Хрущёв                                      |
| Сергей Уманов           | Михаил Андреевич Суслов                                               | Михаил Андреевич Суслов                                      |
| Александр Солоненко     | Леонид Ильич Брежнев                                                  | Леонид Ильич Брежнев                                         |
| Сергей Жолобов          | Юрий Владимирович Андропов                                            | Юрий Владимирович Андропов                                   |
| Андрей Родимов          | Алексей Аджубей                                                       | Алексей Аджубей                                              |
| Владимир Ровинский      | Пал Палыч, гардеробщик в ЦДЛ                                          | Пал Палыч, гардеробщик в ЦДЛ                                 |

## Награды
- В 2017 году сериал получил премию ТЭФИ в номинации «Лучшая актриса телевизионного фильма/сериала» (Чулпан Хаматова), премию АПКиТ в номинации «Лучшая актриса второго плана в телевизионном фильме/сериале» (Юлия Хлынина) и премию имени Олега Янковского «Творческое открытие» за роль Евгения Евтушенко (Филипп Янковский)[3].